# Алькала-де-лос-Гасулес
Алькала-де-лос-Гасулес (ісп. Alcalá de los Gazules) — муніципалітет в Іспанії, у складі автономної спільноти Андалусія, у провінції Кадіс. Населення — 5592 особи (2010).
Муніципалітет розташований на відстані близько 470 км на південь від Мадрида, 55 км на схід від Кадіса.

## Демографія
Динаміка населення (INE ):

## Відомі особистості
В поселенні народився:
- Бібіана Аідо (* 1977) — іспанський політик.

## Галерея зображень

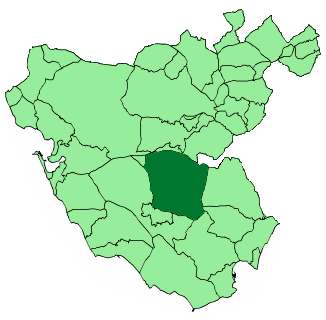
Розташування муніципалітету у провінції Кадіс
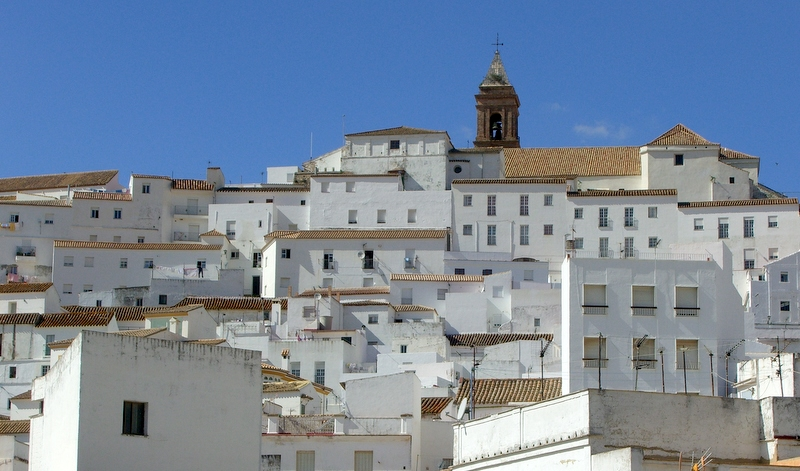
Алькала-де-лос-Гасулес
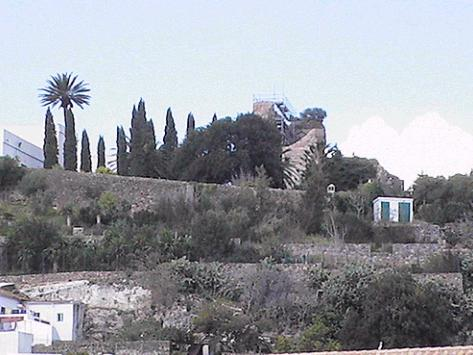
Замок у Алькала-де-лос-Гасулес
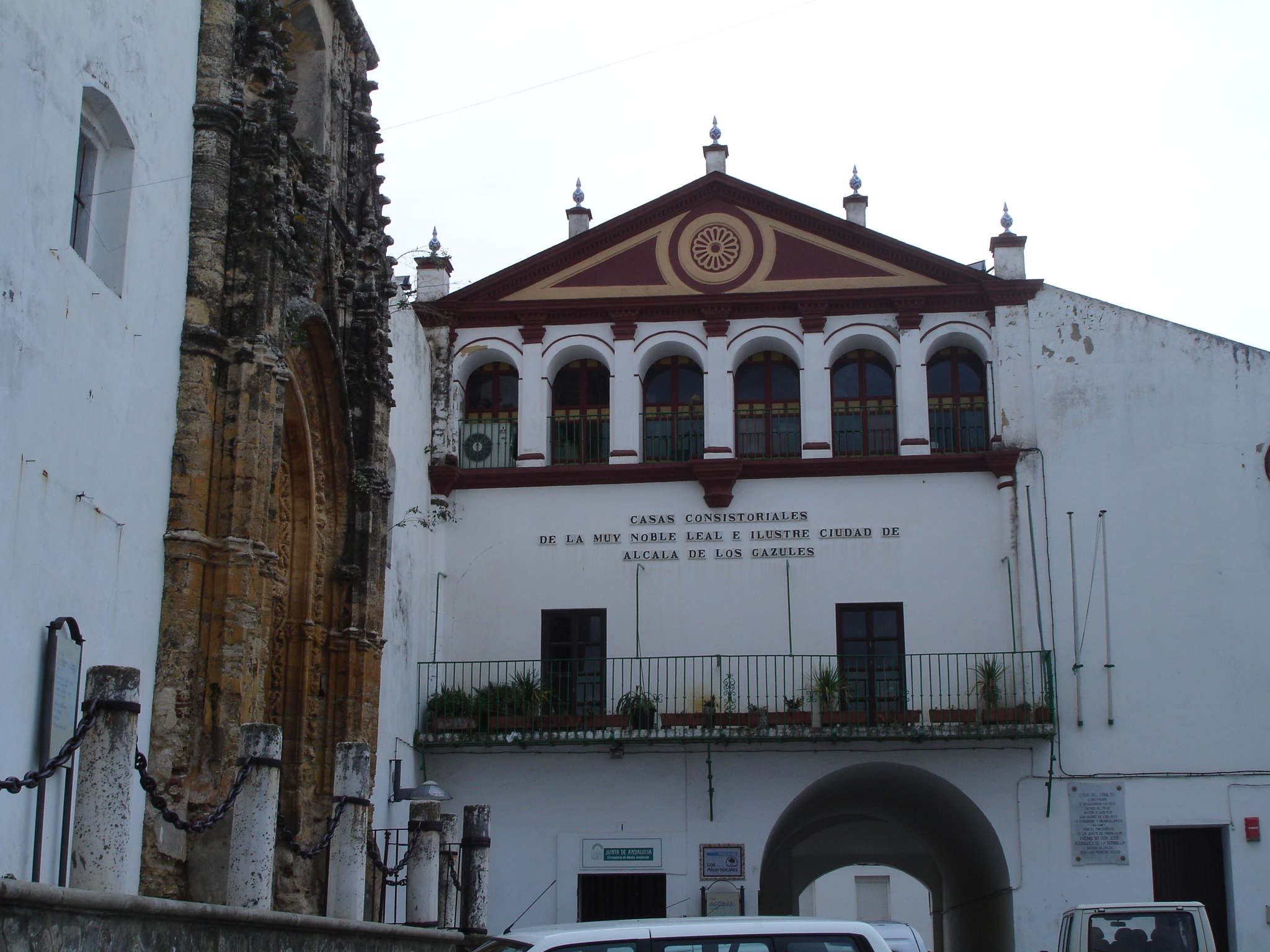
Муніципальна рада